# Lasiopetalum baueri
Lasiopetalum baueri är en malvaväxtart som beskrevs av Joachim Steetz. Lasiopetalum baueri ingår i släktet Lasiopetalum och familjen malvaväxter. Inga underarter finns listade i Catalogue of Life.